# Charlie Conord
Charlie Conord (* 28. Juli 1990 in Ambilly) ist ein ehemaliger französischer Bahnradsportler.

## Sportliche Laufbahn
2006 wurde Charlie Conord französischer Vize-Meister der Jugend im Sprint. Im Jahr darauf startete er bei den Junioren und wurde gemeinsam mit Thierry Jollet und Quentin Lafargue in Cottbus Europameister im Teamsprint. Im selben Jahr wurde er französischer Junioren-Meister im Sprint sowie in Aguascalientes mit Jollet und Lafargue Vize-Weltmeister im Teamsprint. Im Jahr darauf, bei der Junioren-WM 2008, in Kapstadt, wurde er, ebenfalls mit Jollet und Lafargue, Junioren-Weltmeister im Teamsprint sowie im Keirin, im Sprint errang er die Silbermedaille. Bei den Bahn-Europameisterschaften der Junioren in Pruszków erreichte er in allen drei Disziplinen dieselben Resultate.
Ab 2010 startete Conord auch in der Eliteklasse, wo er bei den Bahn-Weltmeisterschaften in Kopenhagen im Keirin 21. wurde. 2011 wurde er Dritter der französischen Meisterschaften im Keirin sowie erneut Vize-Europameister (U23) im Sprint. 2012 belegte er ein weiteres Mal bei französischen Bahn-Meisterschaften Platz drei im Sprint sowie jeweils Platz zwei im Sprint sowie im Teamsprint bei der EM (U23). Bei den Bahn-Europameisterschaften der Elite im litauischen Panevėžys wurde er Neunter im Sprint.
Nachdem Conord 2012 beim Bahnrad-Weltcup 2011/12 den Sprint-Wettbewerb beim Lauf in Peking und zwei Silbermedaillen bei den U23-Bahneuropameisterschaften gewonnen hatte, blieb er längere Zeit ohne Erfolg. Bei den UEC-Bahn-Europameisterschaften 2016 errang er Bronze im Keirin und wurde in derselben Disziplin französischer Meister.

## Erfolge
2007

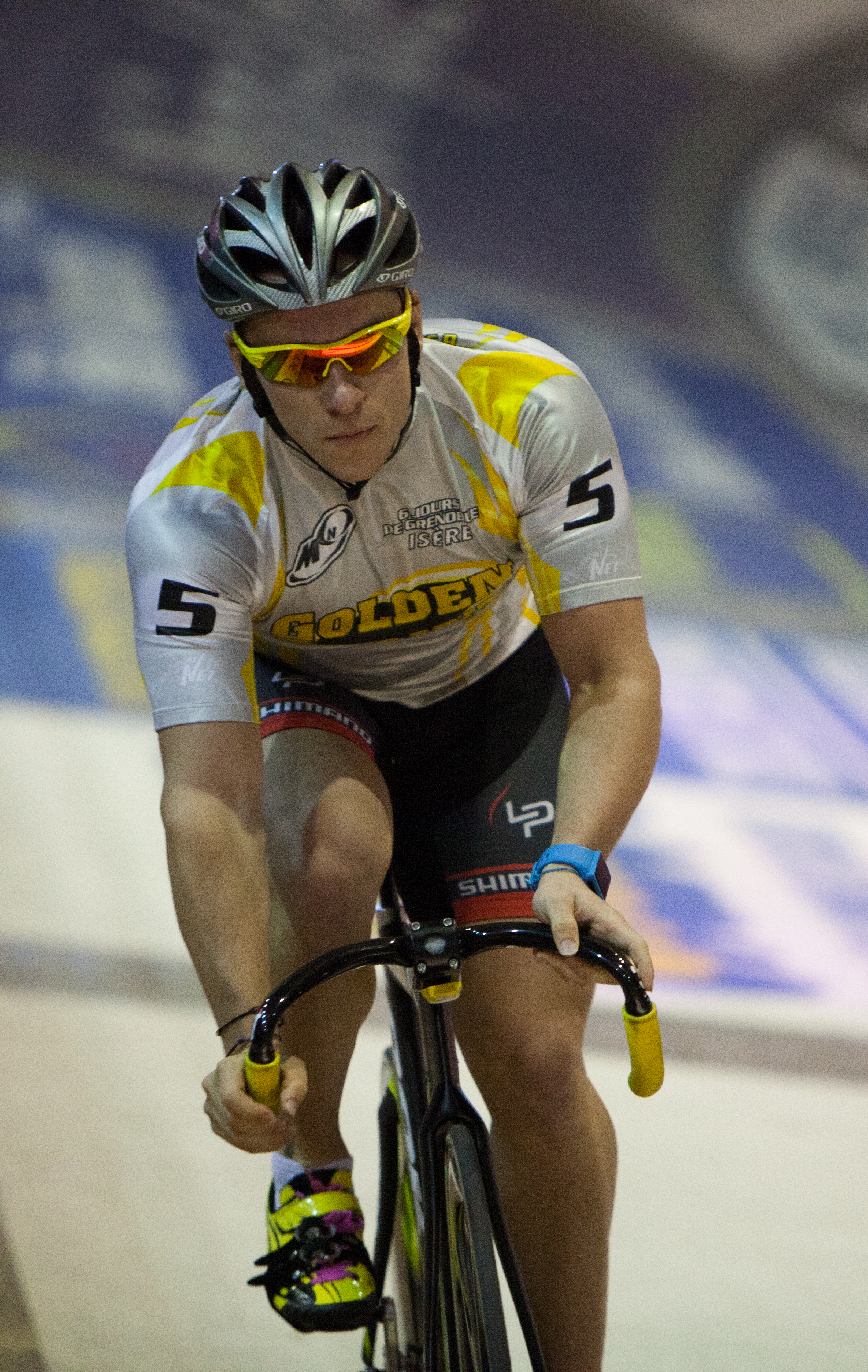
Conord beim Sechstagerennen von Grenoble (2011)

- Junioren-Weltmeisterschaft – Teamsprint (mit Thierry Jollet und Quentin Lafargue)
- Junioren-Europameister – Teamsprint (mit Thierry Jollet und Quentin Lafargue)
- Französischer Meister – Teamsprint (mit Thierry Jollet und Kenny Cyprien)
- Französischer Junioren-Meister – Sprint

2008
- Junioren-Weltmeister – Keirin, Teamsprint (mit Thierry Jollet und Quentin Lafargue)
- Junioren-Weltmeisterschaft – Sprint
- Junioren-Europameister – Keirin, Teamsprint (mit Thierry Jollet und Quentin Lafargue)
- Junioren-Europameisterschaft – Sprint

2011
- U23-Europameisterschaft – Sprint

2012
- Bahnrad-Weltcup in Peking – Sprint
- U23-Europameisterschaft – Sprint, Teamsprint (mit Quentin Lafargue und Julien Palma)

2016
- Europameisterschaft – Keirin
- Französischer Meister – Keirin